# Shiloh (Alabama)
Shiloh – miasto w Stanach Zjednoczonych, w stanie Alabama, w hrabstwie DeKalb. W roku 2023 miasto zamieszkiwało 328 osób, a gęstość zaludnienia wynosiła niespełna 73 osoby/km².